# Androctonus crassicauda
El escorpión arábigo de cola gorda (Androctonus crassicauda) es una especie de escorpión, usualmente encontrado en el norte de África y Oriente Medio.

## Descripción
A. crassicauda es una especie generalista de desierto, un escorpión del Viejo Mundo.
Los adultos varían de color, siendo estos de un café claro a rojizo a negro café, a negro. Pueden llegar a medir más de 10 centímetros de largo.

## Distribución
Esta especie se encuentra principalmente en la región Paleártico. En países como Arabia Saudita, Irán, Turquía, y en las naciones del norte de África.

## Hábitat
A. crassicauda vive en las ruinas de estructuras descuidadas, y fue considerado el mayor peligro para las tropas durante el conflicto del golfo Pérsico.

## Antídoto
Desde 1942 un antídoto producido por esta especie ha sido utilizado en Turquía para tratar las picaduras de todos los escorpiones.